# Classe Nagara
La classe Nagara fu una classe di incrociatori leggeri della Marina imperiale giapponese, composta da sei unità entrate in servizio tra il 1922 e il 1925.
Riedizione dei precedenti incrociatori leggeri classe Kuma ma con alcuni miglioramenti all'armamento, i Nagara prestarono servizio durante la seconda guerra mondiale operando in lungo e in largo per il teatro bellico dell'Oceano Pacifico principalmente nel ruolo di conduttore di flottiglia. Impegnati più volte in scontri con le unità degli Alleati, tutti i Nagara andarono perduti in combattimento prima della conclusione del conflitto, principalmente in attacchi di sommergibili o velivoli statunitensi.

## Caratteristiche

### Il progetto

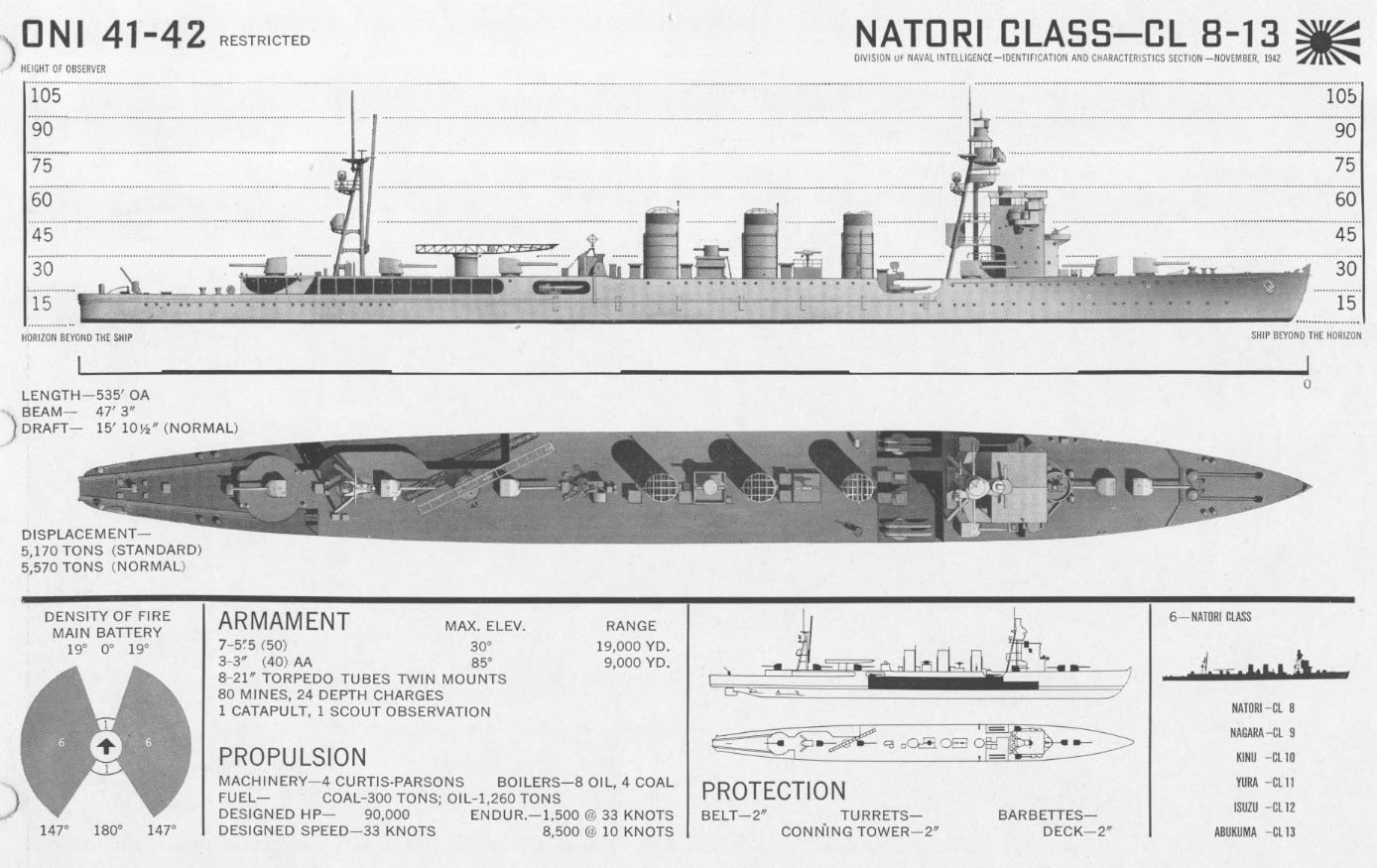
Schema delle unità

La classe Nagara venne ordinata nell'ambito dei piani di espansione navale giapponesi di fine anni 1910, con la costruzione di tre unità autorizzata nei programmi di spesa del 1917 e quella di altre tre unità nei programmi del 1918; l'impostazione delle unità ebbe luogo tra il 1920 e il 1921. I Nagara erano in pratica una ripetizione dei precedenti incrociatori leggeri classe Kuma, costruiti tra il 1918 e il 1921: le principali differenze riguardavano l'introduzione di miglioramenti per aumentare la stabilità delle unità (tra cui un aumento della larghezza dello scafo), l'imbarco di un idrovolante da ricognizione nonché l'adozione dei nuovi siluri da 610 mm in luogo di quelli da 533 mm portati dai Kuma; i Nagara furono i primi incrociatori a montare lanciasiluri di questo calibro. La loro funzione tattica principale era quella di fungere da conduttore di flottiglia per le formazioni di cacciatorpediniere e sommergibili giapponesi.
Lo scafo dei Nagara era lungo fuori tutto 162,2 metri (152,4 metri tra le perpendicolari, 158,5 metri alla linea di galleggiamento), per una larghezza massima di 14,2-14,75 metri e un pescaggio di 4,8 metri; alla costruzione il dislocamento standard si aggirava sulle 5 570 tonnellate, cifra che saliva a 7 050 tonnellate con la nave a pieno carico. La struttura dei Nagara erano di fatto identica a quella dei precedenti Kuma, con una massiccia torre di comando a prua sormontata da un albero, tre fumaioli a centro nave e un albero secondario a poppa. L'equipaggio ammontava a 438-450 tra ufficiali e marinai.
L'apparato motore dei Nagara era analogo a quello dei Kuma: la propulsione era garantita da quattro turbine a vapore della Mitsubishi-Parsons-Gihon (della Brown-Curtis per il Kinu) alimentate da dodici caldaie Kampon ad alimentazione mista olio combustibile-carbone. La potenza complessiva si aggirava sui 90 000 shp, il che garantiva una velocità massima di 36 nodi (67 km/h); l'autonomia si aggirava sulle 6 000 miglia nautiche (11 000 km) alla velocità di crociera di 15 nodi (28 km/h).
L'armamento principale dei Nagara era rappresentato da sette cannoni da 140 mm Type 3, alloggiati in altrettanti impianti singoli scudati: due a prua uno dietro l'altro, uno su ogni lato della torre di comando e tre a poppa sempre uno dietro l'altro; la protezione antiaerea era data da due cannoni da 76 mm Type 3 e due mitragliatrici da 6,5 mm, collocate a centro nave. L'armamento silurante, come detto, era rappresentato da quattro impianti binati di tubi lanciasiluri da 610 mm, e le navi potevano inoltre imbarcare e rilasciare 48 mine navali; era inoltre possibile l'imbarco di un idrovolante da ricognizione, capace di decollare da una piattaforma allestita sopra la seconda postazione d'artiglieria a prua. La protezione era data da una cintura corazzata spessa 63 mm e un ponte corazzato spesso 29 mm; la torre di comando aveva una blindatura spessa 51 mm sui fianchi e 25 mm sul tetto.

### Modifiche successive

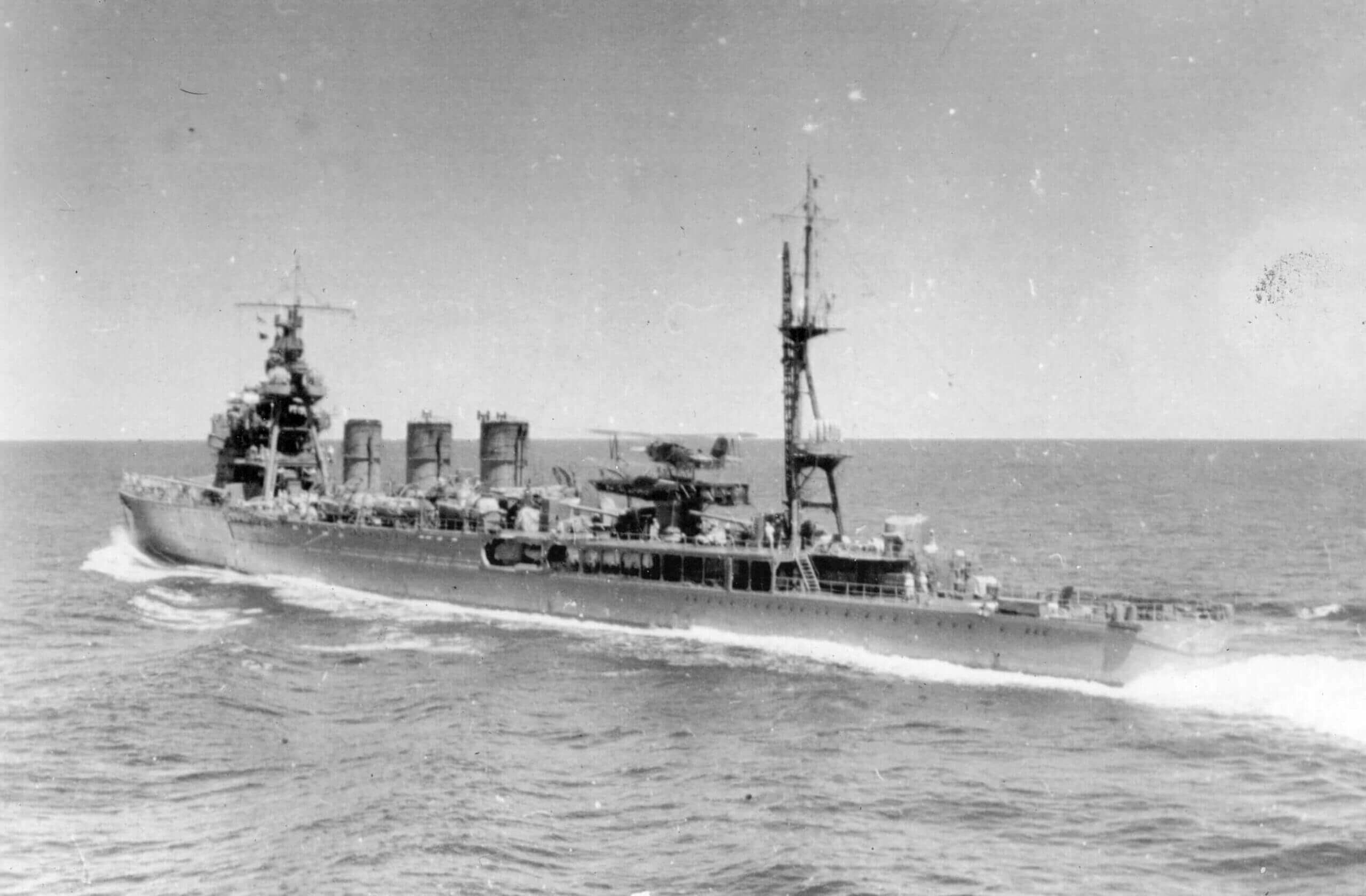
L'incrociatore Abukuma nel 1941 visto di poppa; notare l'idrovolante Kawanishi E7K montato sulla catapulta della nave

Già pochi anni dopo l'entrata in servizio i Nagara furono sottoposti a vari interventi di miglioramento e modernizzazione. La piattaforma di lancio per l'idrovolante collocata a prua si rivelò di difficile impiego, e tra il 1929 e il 1932 su tutte le unità fu rimpiazzata da una catapulta per aerei collocata su un supporto rotante posto a poppa nello spazio in mezzo a due dei pezzi da 140 mm. L'apparato motore delle unità venne modernizzato tra il 1935 e il 1936, quando le caldaie ad alimentazione mista furono sostituite con altre alimentate unicamente a olio combustibile. Dopo un grave incidente occorso alla torpediniera Tomozuru nel marzo 1934, capovoltasi durante delle manovre di addestramento, venne dedicata maggiore attenzione alla stabilità delle unità navali giapponesi e alla riduzione dei pesi in alto: tra le varie misure adottate fu imbarcata una zavorra solida del peso di 120-200 tonnellate (in aggiunta alla possibilità di imbarcare ulteriori 160-200 tonnellate di acqua di zavorra nel doppio fondo dello scafo); le varie sistemazioni fecero aumentare il dislocamento a pieno carico fino a quasi 8.000 tonnellate, ma ebbero effetti anche sulla velocità massima che calò a 32 nodi.
L'armamento antiaereo fu modificato e modernizzato più volte negli anni 1930 e 1940: gli obsoleti cannoni da 76 mm e le mitragliatrici furono dapprima rimpiazzati da un impianto quadrinato e due singoli di mitragliere da 13,2 mm Type 93, poi sostituiti o integrati da due impianti binati di mitragliere da 25 mm Type 96. Nel corso della seconda guerra mondiale il numero delle armi da 25 mm fu più volte aumentato fino a un totale di 36 pezzi, sbarcando anche uno o due dei cannoni da 140 mm per fare loro spazio; furono inoltre aggiunti anche due cannoni da 127 mm Type 89 a impiego duale antinave/antiaereo. Gli impianti binati di tubi lanciasiluri furono rimpiazzati, nel 1941, da due impianti quadrupli di eguale calibro, mentre a partire dal 1943 furono aggiunti due impianti per il lancio di bombe di profondità nonché degli apparati radar.
L'Isuzu fu l'unità che subì le modifiche più radicali, venendo trasformato nel 1944 in nave comando per i gruppi di scorta antisommergibili: tutto l'armamento d'artiglieria originario con i pezzi da 140 mm e la catapulta con il relativo idrovolante vennero sbarcati e rimpiazzati da quattro cannoni da 127 mm e 44 mitragliere da 25 mm in impianti binati e singoli, oltre all'aggiunta di apparati sonar e radar di nuovo tipo; il dislocamento a pieno carico si abbassò a 6 000 tonnellate e la velocità massima crebbe leggermente a 33,4 nodi grazie alla revisione generale dei motori.

## Unità
| Nome    | Cantiere                          | Impostazione     | Varo             | Entrata in servizio | Destino finale |
| ------- | --------------------------------- | ---------------- | ---------------- | ------------------- | --- |
| Nagara  | Arsenale navale di Sasebo         | 9 settembre 1920 | 25 aprile 1921   | 21 aprile 1922      | affondato il 7 agosto 1944 dal sommergibile statunitense USS Croaker a sud di Nagasaki                                         |
| Isuzu   | Compagnia portuale Uraga di Uraga | 10 agosto 1920   | 29 ottobre 1921  | 15 agosto 1923      | affondato il 7 aprile 1945 da un gruppo di sommergibili statunitensi al largo di Sumbawa                                       |
| Yura    | Arsenale navale di Sasebo         | 21 maggio 1920   | 15 febbraio 1922 | 20 marzo 1923       | autoaffondato il 25 ottobre 1942 al largo dell'Isola di Savo dopo essere stato gravemente danneggiato da velivoli statunitensi |
| Natori  | Mitsubishi di Nagasaki            | 14 dicembre 1920 | 16 febbraio 1922 | 15 settembre 1922   | affondato il 19 agosto 1944 dal sommergibile USS Hardhead al largo dell'Isola di Samar                                         |
| Kinu    | Kawasaki di Kōbe                  | 17 gennaio 1921  | 29 maggio 1922   | 10 novembre 1922    | affondato il 26 ottobre 1944 al largo di Masbate da velivoli statunitensi                                                      |
| Abukuma | Compagnia portuale Uraga di Uraga | 8 dicembre 1921  | 16 marzo 1923    | 26 maggio 1925      | autoaffondato il 26 ottobre 1944 al largo dell'isola di Negros per i gravi danni patiti durante un attacco aereo statunitense  |